# Дядьковская
Дя́дьковская — станица в Кореновском районе Краснодарского края.
Административный центр Дядьковского сельского поселения.
Население — 4,4 тыс. жителей (2010).
В просторечии название станицы — Дядьки́вка, Дядько́вка.

## География
Станица расположена на берегах Левого Бейсужка, в степной зоне, в 18 км северо-западнее города Кореновск.

## История
Дядькивское куренное селение основано в 1794 году — одно из первых сорока, основанных на Кубани черноморскими казаками. Название куреня перенесено с Сечи.
Согласно «Энциклопедическому словарю по истории Кубани» в первых переселенческих партиях прибыло на место постоянного проживания 344 казака и 101 казачка, Дядькивский и Коренивский курени были поселены вместе на реке Малый Бейсуг. С 1809-1811 годы курени были пополнены казаками из Полтавской и Черниговской губерний. Тогда на поселение прибыло еще 110 семей в количестве 524 человека. По данным того же словаря, историческое название Дядькивский было присвоено новому куреню - Малобейсугскому .
По архивным данным в станице Дядьковской в 1875 году уже имеется школа при церкви Александра Невского, в которой обучается 40 детей, преподавал науки местный дьячок .
Казаки Дядьковского куреня принимали участие во всех войнах, сражениях, заграничных походах. Многие были удостоены Георгиевских наград. Казаки З. Горох, К. Ревва, Г. Логвин были ими награждены дважды.
Через два года после поселения в новом Дядьковском куренном селении было построено здание для правления. В 1828 году была освящена деревянная церковь во имя апостолов Петра и Павла построенная на пожертвования жителей в сумме 1714 рублей серебром.
По сведениям 1882 года в станице Дядьковская проживало 2034 человека (1004 мужского пола и 1030 — женского), насчитывалось 285 дворовых хозяйств. Народность жителей — малороссы.
В 1892 Петропавловская церковь была отстроена заново, она тоже была деревянной, но обошлась гораздо дороже в 48000 рублей. При ней находилась школа, строительство которой обошлось в 3000 рублей.
Для станичного училища, где обучение проводилось по программе Министерства просвещения, в 1896 году начали строить каменное здание, обошедшееся в 11 274 рубля. В 1901 освящена новая деревянная Александро-Невская церковь.
В это же время в Дядьковской имелось 3 маслобойных завода, три кузницы, одна паровая, 2 водяные, 3 ветряные мельницы. Была создана общественная роща в 6540 деревьев. В 1917 году в Дядьковской было 1268 дворов и 8045 жителей.

## Население
| 2002 | 2010  | 2021  |
| ---- | ----- | ----- |
| 4456 | ↘4377 | ↘4179 |

## Достопримечательности
В станице — малой родине художественного руководителя и главного дирижера Государственного академического Кубанского казачьего хора Виктора Гавриловича Захарченко, в родовом доме, где жили его родители и он провел детство, с 2008 года открыт дом-музей мастера.

## Известные жители
- Рой, Николай Леонтьевич — эмигрант, автор нескольких книг по истории казачества.
- Рыбаков, Василий Денисович (1925—1999) — участник Великой Отечественной войны, Герой Социалистического Труда.